# Stadtstaffel (Hannover)
Die Stadtstaffel in Hannover ist die älteste jährlich stattfindende gemeinsame Sportveranstaltung der hannoverschen Sportvereine und Schulen mit bis zu 5.000 Teilnehmern in der Vergangenheit. Er wird, neben Schülern, unter anderem von Leichtathleten, Fußballern, Tischtennis- und Volleyballspielern aller Altersklassen wahrgenommen.

## Geschichte
Nach dem Vorbild der „30 km-Staffel Berlin-Potsdam“ liefen 1909 erstmals lediglich die hannoversche Rugby-Vereine eine Strecke von Hildesheim nach Hannover. Sieger wurde damals der „SV Elite von 1907“ (siehe den Lindener Sportclub Elite von 1921).
Im Ersten Weltkrieg wurde ersatzweise die „Bismarck-Gedenkstaffel“ über 5 × 800 Meter durchgeführt.
Ab 1927 wurde der Lauf als „Quer durch Hannover“ bezeichnet und ging über 9,6 Kilometer, gefolgt in den Jahren von 1929 bis 1935 als „Großstaffel“ über 11,3 Kilometer innerhalb der Eilenriede, während der Zeit des Nationalsozialismus von 1933 bis 1944 auch als sogenannte „Schlageter-Staffel“ bezeichnet. Nach der Fertigstellung des Maschsees wurde die Sportveranstaltung 1936 erstmals dort ausgeführt mit 2.600 Startern und 3 See-Umrundungen. Zum Sieger wurde der Verein Hannover 96 gekürt. Mitten im Zweiten Weltkrieg wurde 1941 erstmals eine Frauenstaffel gelaufen, später auch Schulmannschaften und Jugendstaffeln.
1945 wurde die Stadtstaffel erstmals nicht ausgetragen, und in den Folgejahren bis 1948 wieder in der Eilenriede – wegen der Schäden durch Fliegerbomben während der Luftangriffe auf Hannover.
Seit 1971 wurde nur noch eine Runde um den Maschsee gelaufen. Seitdem fiel der Maschseelauf nur 1992 aus, da die Vereine durch Nicht-Teilnahme so ihren Protest ausdrückten gegen die Kürzungen im städtischen Sportetat. Durch die im Lauf der Geschichte zweimal ausgefallenen Staffelläufe fand 2011 der 97. Maschseelauf statt. Doch in jenem Jahr meldeten sich „nur“ noch knapp 3000 Teilnehmer aller Altersklassen, im Jahr 2012, als die Kinder im Erika-Fisch-Stadion um die Wette liefen, gar nur 2.250. Der stellvertretende Fachbereichsleiter Sport- und Eventmanagement, Ralf Sonnenberg, führte den Rückgang allerdings auf Termingründe zurück, etwa das seinerzeit zeitnahe Osterfest.
In der AWD-Arena fanden in jüngerer Zeit sogenannte „Pendel-Staffeln“ für Kinder statt.

## Erfolge
Der bisher erfolgreichste Verein bei den Hauptläufen war der Turn-Klubb (TK), gefolgt von Hannover 96. In jüngerer Zeit holte der Südstädter Sportverein Eintracht von 1898 mehrfach den Sieg.